# Jezioro Serre-Ponçon

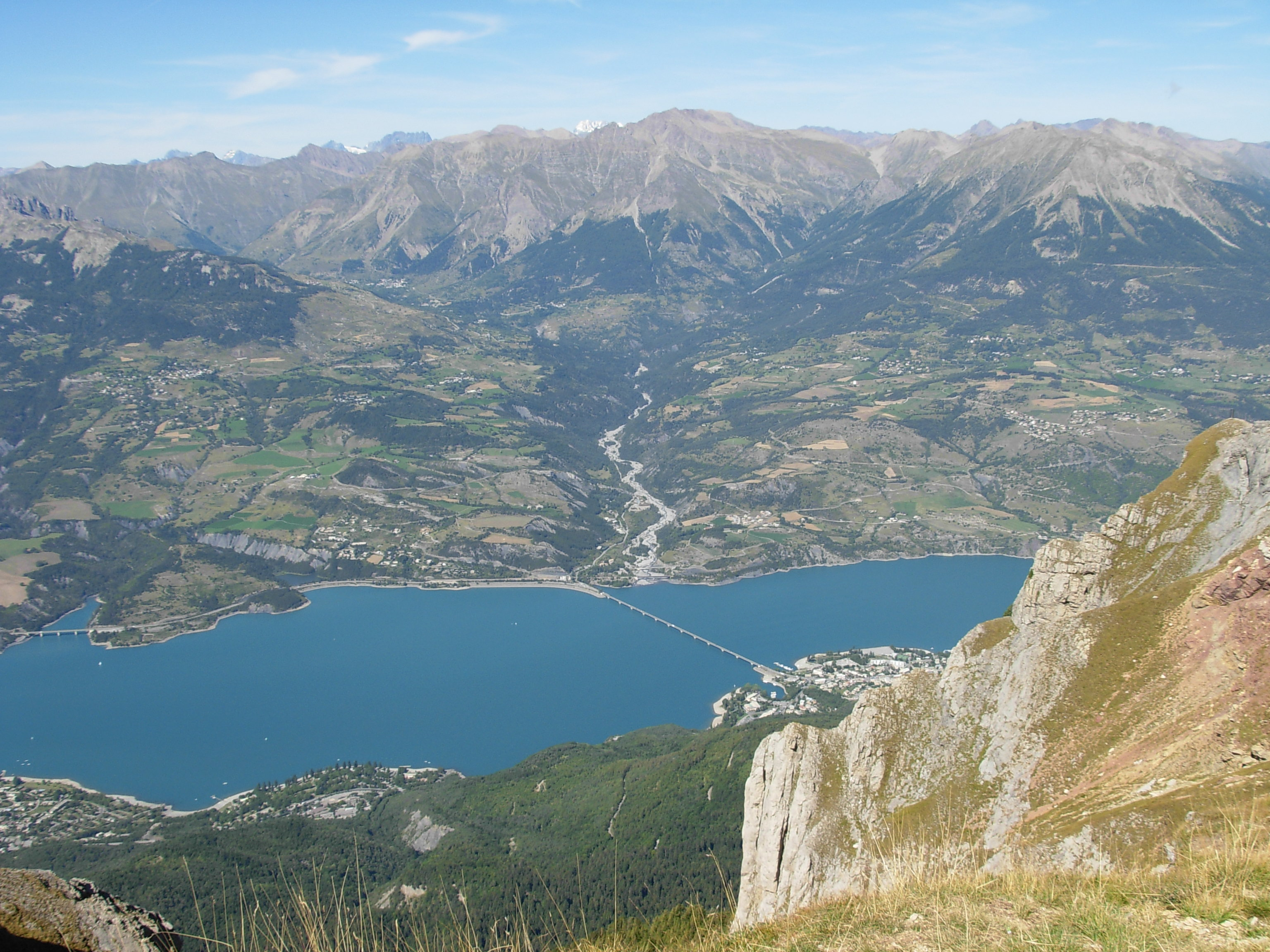
Jezioro Serre-Ponçon

Jezioro Serre-Ponçon (fr. lac de Serre-Ponçon) – sztuczny zbiornik zaporowy utworzony na rzece Durance, w południowo-wschodniej Francji. Powstało poprzez przegrodzenie biegu Durance, ok. 2 km poniżej ujścia do niej rzeki Ubaye, zaporą Serre-Ponçon.
Jezioro znajduje się na terenie 8 gmin w departamencie Alpy Wysokie i 4 gmin w departamencie Alpy Górnej Prowansji w Alpach Francuskich. Powstało po wybudowaniu w latach 1955–1959 wspomnianej zapory. Piętrzenie wody rozpoczęto w listopadzie 1959 r. i zakończono w maju 1961 r. Na jeziorze utworzyła się naturalna wyspa, nie zatapiana nawet przy maksymalnym stanie wody: jest to wierzchołek dawnego wzgórza z istniejącą na nim murowaną kaplicą św. Michała (fr. Chapelle de Saint-Michel).
Powierzchnia zbiornika wynosi 28,2 km² (trzecie miejsce wśród sztucznych jezior w Europie Zachodniej, po portugalskim jeziorze Alqueva i francuskim Der-Chantecoq), lustro wody znajduje się na wysokości od 736 do 780 m n.p.m., maksymalna głębokość zbiornika wynosi 90 m. Maksymalna objętość wody zgromadzonej w jeziorze wynosi 1,272 km³ (drugie miejsce wśród sztucznych jezior w Europie, po jeziorze Alqueva).
Budowa zapory i utworzenie jeziora pociągnęły za sobą skutki natury przyrodniczej, w tym zmianę krajobrazu, oraz skutki społeczne: ok. 1400 mieszkańców terenów przeznaczonych do zalania zostało przesiedlonych, całkowicie zniknęły z mapy wsie Savines i Ubaye. Zbiornik wodny utworzył możliwość zagospodarowania jego brzegów dla rozwoju turystyki i rekreacji.